# Tortol Lumanza
Tortol Lumanza Lembi (sinh 13 tháng 4 năm 1994 ở Antwerpen) là một cầu thủ bóng đá Bỉ thi đấu cho câu lạc bộ Thổ Nhĩ Kỳ Osmanlıspor, ở vị trí tiền vệ trung tâm.

## Sự nghiệp câu lạc bộ
Lumanza gia nhâp Standard Liège năm 2010 từ Beerschot AC. Trong mùa giải 2013-14 season, anh được cho mượn đến đội bóng hạng nhì Sint-Truiden. Ngày 25 tháng 7 năm 2014, anh ra mắt Belgian Pro League với Standard Liège trước Charleroi.